# Collegio di South Leicestershire
South Leicestershire è un collegio elettorale inglese situato nel Leicestershire, nelle Midlands Orientali,  rappresentato alla Camera dei comuni del Parlamento del Regno Unito. Elegge un membro del parlamento con il sistema first-past-the-post, ossia maggioritario a turno unico; l'attuale parlamentare è Alberto Costa del Partito Conservatore, che rappresenta il collegio dal 2015.

## Estensione

South Leicestershire dal 2010 al 2024

- 1832-1885: le centine di Gartree (escluse le parrocchie di Baggrave, Burrough, Knossington, Marefield, Pickwell-cum-Leesthorpe, Ouston e Newbold-Saucey), Sparkenhoe and Guthlaxton, e il Borough di Leicester.[1]
- 2010-2024: i ward di Broughton Astley-Astley, Broughton Astley-Broughton, Broughton Astley-Primethorpe, Broughton Astley-Sutton, Dunton, Lutterworth Brookfield, Lutterworth Orchard, Lutterworth Springs, Lutterworth Swift, Misterton, Peatling e Ullesthorpe nel distretto di Harborough e i ward di Blaby South, Cosby with South Whetstone, Countesthorpe, Croft Hill, Enderby and St John's, Millfield, Narborough and Littlethorpe, Normanton, North Whetstone, Pastures, Ravenhurst and Fosse, Saxondale, Stanton and Flamville e Winstanley nel distretto di Blaby[2]
- dal 2024: i ward del distretto di Blaby di Blaby South; Cosby with South Whetstone; Countesthorpe; Croft Hill; Enderby and St. John’s; Narborough and Littlethorpe; Normanton; North Whetstone; Pastures; Saxondale e Stanton and Flamville e i ward del distretto di Harborough di Bosworth; Broughton Astley-Primethorpe & Sutton; Broughton Astley South & Leire; Dunton; Fleckney; Lutterworth East; Lutterworth West; Misterton e Ullesthorpe.[3]

## Membri del parlamento

### 1832–1885
| Elezione | 1° deputato           | 1° deputato          | 1° partito       | 2° deputato      | 2° deputato      | 2° partito       |                  |
| -------- | --------------------- | -------------------- | ---------------- | ---------------- | ---------------- | ---------------- | ---------------- |
| 1832     |                       | Edward Dawson        | Liberale         |                  | Henry Halford    | Tory             |                  |
| 1834     |                       | Edward Dawson        | Liberale         | Conservatore     | Henry Halford    |                  |                  |
| 1835     |                       | Thomas Frewen Turner | Conservatore     | Conservatore     | Henry Halford    |                  |                  |
| 1836 (S) | Charles William Packe |                      | Conservatore     | Conservatore     | Henry Halford    |                  |                  |
| 1857     | Charles William Packe | George Curzon-Howe   | Conservatore     | Conservatore     |                  |                  |                  |
| 1867 (S) |                       | George Curzon-Howe   | Thomas Paget     | Conservatore     | Liberale         |                  |                  |
| 1868     |                       | George Curzon-Howe   | Albert Pell      | Conservatore     | Conservatore     |                  |                  |
| 1870 (S) | William Unwin Heygate |                      | Albert Pell      | Conservatore     | Conservatore     |                  |                  |
| 1880     |                       | Thomas Paget         | Albert Pell      | Liberale         | Conservatore     |                  |                  |
| 1885     | 1885                  | Collegio abolito     | Collegio abolito | Collegio abolito | Collegio abolito | Collegio abolito | Collegio abolito |

### Dal 2010
| Elezione | Elezione      | Deputato        | Partito      |
| -------- | ------------- | --------------- | ------------ |
|          | 2010          | Andrew Robathan | Conservatore |
| 2015     | Alberto Costa |                 | Conservatore |

## Elezioni

### Elezioni negli anni 2020
| Partito                    | Partito                                   | Candidato                  | Risultati 4 luglio 2024 | Risultati 4 luglio 2024 |
| Partito                    | Partito                                   | Candidato                  | Voti                    | %                       |
| -------------------------- | ----------------------------------------- | -------------------------- | ----------------------- | ----------------------- |
|                            | Conservatore                              | Alberto Costa              | 18 264                  | 35,56                   |
|                            | Laburista                                 | Robert Parkinson           | 12 758                  | 24,84                   |
|                            | Reform UK                                 | Bill Piper                 | 10 235                  | 19,93                   |
|                            | Lib Dem                                   | Paul Hartshorn             | 7 621                   | 14,84                   |
|                            | Verdi                                     | Mike Jelfs                 | 2 481                   | 4,83                    |
|                            |                                           |                            |                         |                         |
| Iscritti                   | Iscritti                                  | Iscritti                   | 78 543                  | 100,00                  |
| ↳ Votanti (% su iscritti)  | ↳ Votanti (% su iscritti)                 | ↳ Votanti (% su iscritti)  | 51 359                  | 65,39                   |
| ↳ Astenuti (% su iscritti) | ↳ Astenuti (% su iscritti)                | ↳ Astenuti (% su iscritti) | 27 184                  | 34,61                   |
|                            |                                           |                            |                         |                         |
|                            | Esito: collegio confermato a Conservatore |                            |                         |                         |

### Elezioni negli anni 2010
| Partito                    | Partito                                   | Candidato                  | Risultati 12 dicembre 2019 | Risultati 12 dicembre 2019 |
| Partito                    | Partito                                   | Candidato                  | Voti                       | %                          |
| -------------------------- | ----------------------------------------- | -------------------------- | -------------------------- | -------------------------- |
|                            | Conservatore                              | Alberto Costa              | 36 791                     | 64,02                      |
|                            | Laburista                                 | Tristan Koriya             | 12 787                     | 22,25                      |
|                            | Lib Dem                                   | Phil Knowles               | 5 452                      | 9,49                       |
|                            | Verdi                                     | Nick Cox                   | 2 439                      | 4,24                       |
|                            |                                           |                            |                            |                            |
| Iscritti                   | Iscritti                                  | Iscritti                   | 80 520                     | 100,00                     |
| ↳ Votanti (% su iscritti)  | ↳ Votanti (% su iscritti)                 | ↳ Votanti (% su iscritti)  | 57 469                     | 71,37                      |
| ↳ Astenuti (% su iscritti) | ↳ Astenuti (% su iscritti)                | ↳ Astenuti (% su iscritti) | 23 051                     | 28,63                      |
|                            |                                           |                            |                            |                            |
|                            | Esito: collegio confermato a Conservatore |                            |                            |                            |

| Partito                    | Partito                                   | Candidato                  | Risultati 8 giugno 2017 | Risultati 8 giugno 2017 |
| Partito                    | Partito                                   | Candidato                  | Voti                    | %                       |
| -------------------------- | ----------------------------------------- | -------------------------- | ----------------------- | ----------------------- |
|                            | Conservatore                              | Alberto Costa              | 34 795                  | 61,38                   |
|                            | Laburista                                 | Shabbir Aslam              | 16 164                  | 28,51                   |
|                            | Lib Dem                                   | Greg Webb                  | 2 403                   | 4,24                    |
|                            | UKIP                                      | Roger Helmer               | 2 234                   | 3,94                    |
|                            | Verdi                                     | Mary Morgan                | 1 092                   | 1,93                    |
|                            |                                           |                            |                         |                         |
| Iscritti                   | Iscritti                                  | Iscritti                   | 79 110                  | 100,00                  |
| ↳ Votanti (% su iscritti)  | ↳ Votanti (% su iscritti)                 | ↳ Votanti (% su iscritti)  | 56 801                  | 71,80                   |
| ↳ Astenuti (% su iscritti) | ↳ Astenuti (% su iscritti)                | ↳ Astenuti (% su iscritti) | 22 309                  | 28,20                   |
|                            |                                           |                            |                         |                         |
|                            | Esito: collegio confermato a Conservatore |                            |                         |                         |

| Partito                    | Partito                                   | Candidato                  | Risultati 7 maggio 2015 | Risultati 7 maggio 2015 |
| Partito                    | Partito                                   | Candidato                  | Voti                    | %                       |
| -------------------------- | ----------------------------------------- | -------------------------- | ----------------------- | ----------------------- |
|                            | Conservatore                              | Alberto Costa              | 28 700                  | 53,22                   |
|                            | Laburista                                 | Amanda Hack                | 11 876                  | 22,02                   |
|                            | UKIP                                      | Barry Mahoney              | 9 363                   | 17,36                   |
|                            | Lib Dem                                   | Geoffrey Welsh             | 3 987                   | 7,39                    |
|                            |                                           |                            |                         |                         |
| Iscritti                   | Iscritti                                  | Iscritti                   | 76 817                  | 100,00                  |
| ↳ Votanti (% su iscritti)  | ↳ Votanti (% su iscritti)                 | ↳ Votanti (% su iscritti)  | 53 926                  | 70,20                   |
| ↳ Astenuti (% su iscritti) | ↳ Astenuti (% su iscritti)                | ↳ Astenuti (% su iscritti) | 22 891                  | 29,80                   |
|                            |                                           |                            |                         |                         |
|                            | Esito: collegio confermato a Conservatore |                            |                         |                         |

| Partito                    | Partito                                         | Candidato                  | Risultati 6 maggio 2010 | Risultati 6 maggio 2010 |
| Partito                    | Partito                                         | Candidato                  | Voti                    | %                       |
| -------------------------- | ----------------------------------------------- | -------------------------- | ----------------------- | ----------------------- |
|                            | Conservatore                                    | Andrew Robathan            | 27 000                  | 49,47                   |
|                            | Lib Dem                                         | Aladdin Ayesh              | 11 476                  | 21,03                   |
|                            | Laburista                                       | Sally Gimson               | 11 392                  | 20,87                   |
|                            | BNP                                             | Peter Preston              | 2 721                   | 4,99                    |
|                            | UKIP                                            | John Williams              | 1 988                   | 3,64                    |
|                            |                                                 |                            |                         |                         |
| Iscritti                   | Iscritti                                        | Iscritti                   | 76 653                  | 100,00                  |
| ↳ Votanti (% su iscritti)  | ↳ Votanti (% su iscritti)                       | ↳ Votanti (% su iscritti)  | 54 577                  | 71,20                   |
| ↳ Astenuti (% su iscritti) | ↳ Astenuti (% su iscritti)                      | ↳ Astenuti (% su iscritti) | 22 076                  | 28,80                   |
|                            |                                                 |                            |                         |                         |
|                            | Esito: collegio a Conservatore (nuovo collegio) |                            |                         |                         |

## Risultati dei referendum

### Referendum sulla permanenza del Regno Unito nell'Unione europea del 2016
|             | Collegio             | Lasciare UE % | Rimanere in UE % |
| ----------- | -------------------- | ------------- | ---------------- |
|             | South Leicestershire | 58,2%         | 41,8%            |
| Inghilterra | 53,3%                | 46,7%         |                  |
| Regno Unito | 51,9%                | 48,1%         |                  |